# Synteza (film)
Synteza – filmowa adaptacja powieści Macieja Wojtyszki pt. Synteza. Akcja filmu rozgrywa się w roku 2059. Punktem wyjścia jest odmrożenie po osiemdziesięciu latach dwóch zahibernowanych osób – chłopca Marka Torlewskiego oraz dyktatora Muanty, który staje się poważnym zagrożeniem dla ludzkości.